# 機器磚塊
《機器磚塊》是一款由Roblox公司開發的大型多人線上遊戲創建平台，該平台允许用戶去設計自己的遊戲、物品及衣服，以及遊玩自己和其他開發者創建的各種不同類型的遊戲，这些游戏均使用编程语言Lua编码。与《我的世界》相比，《機器磚塊》是一個看似像Steam一样的游戏網站和應用程序，主要是由樂高般的虛擬磚塊所構建的社群網路虛擬世界遊戲。
創始人兼首席執行長大衛·巴斯佐茲基於2004年開始以《DynaBlocks》的名義進行初步的樣本測試。2005年，它更名為《Roblox》，運行平台為個人電腦。該平台於2006年由Roblox公司正式發布。截至2020年8月，《機器磚塊》每月有著約1.75630億名的活躍用戶，美国16岁以下的儿童中有一半在玩Roblox。因为COVID-19的流行，《機器磚塊》的注册量开始迅速增长。

## 特色

### Studio

Roblox Studio的图标

《機器磚塊》允许玩家使用其专有引擎Roblox Studio来创建游戏，或者提供其它玩家游玩。在面向对象程序设计系统下，使用Lua语言来建造游戏内环境，从而对游戏进行编码。。玩家可通过一次性购买（称为“游戏通行证”）以及可多次购买的微交易（称为"开发人员产品"或"产品"）来创建可购买的内容。游戏开发者从游戏获得的收入里，Roblox公司会提取30~70%至Roblox Corp.使用Roblox Studio制作的大多数游戏都是由未成年人开发的，并且每年使用该工具制作的游戏总数达到2000万。

### 物品和货币

虚拟货币"Robux"的图标

《機器磚塊》允许玩家购买，出售和创建虚拟物品，这些物品可用于装饰其虚拟角色，并充当平台上的虚拟形象。玩家可以购买衣服，但只有具有高级会员资格的玩家才能出售衣服。只有Roblox管理员才能在Roblox官方用户帐户下出售动作包，身体部件，装备和限量品；一些测试用帽子和配件也可以由少数Roblox Corporation员工或管理员发布。有一些以物品设计为全职的人，收入最高的创作者每年从物品销售中获得超过100,000美元的收入。具有限量版狀態的商品只能在具有高级会员身份的玩家之间进行交易或出售。
Robux可让玩家购买各种物品，并通过使用真实货币进行购买，从给予高级会员的经常性津贴以及通过在Roblox中生产和销售虚拟内容而从其他玩家那里获得。在旧版本中，Roblox使用另一种货币Tix（"Tickets"的缩写），该货币于2016年4月停止使用。创作者从玩家购买获得的Robux可以通过DevEx中转换为真实货币。有较多的骗局与Robux有关的内容，主要围绕机器人宣传诈骗网站，旨在提供免费Robux的诈骗游戏以及无效的Robux代码。

### 活动
《機器磚塊》有时会举办现实生活活动和虚拟活动。它们过去曾举办过诸如BloxCon之类的活动，BloxCon是平台上普通玩家的惯例。2021年4月前，《機器磚塊》每年都会举办复活节彩蛋活动。2021年4月后被《元宇宙冠军（Metaverse Champions)》取代。还举办了名为"Bloxy Awards"年度活动，颁奖仪式也用作募捐。2020年版的Bloxy Awards活动几乎在平台上举行，吸引了60万名观众。该活动2022年被更名为"Roblox Innovation Awards"（罗布乐思创新奖）。Roblox Corporation每年会举办一次Roblox开发者大会，为期三天的邀请活动，在旧金山举行，主要内容是关于创作者在网站上了解平台即将发生的变化。该公司还在伦敦和阿姆斯特丹举办过类似的活动。
《機器磚塊》偶尔会举办宣传电影的活动，例如为宣传《神奇女侠1984》和《海王》等電影 ，而举办的活动。2020年，《機器磚塊》举办了第一场虚拟音乐会，美国说唱歌手Lil Nas X向Roblox内的玩家演唱了他的歌曲《holiday》。2021年，瑞典歌手莎拉·拉尔森在虚拟派对上表演歌曲以庆祝她的新专辑《Poster Girl》。2021年9月17日，美国乐队二十一名飞行员在Roblox举办了一场虚拟音乐会。

## 歷史和發展
早期RobloxBeta版由大衛·巴斯佐茲基和艾瑞克·卡塞爾于2004年以DynaBlocks的名字创建，大卫于同年开始测试和演示，2005年，公司更名为Roblox，并于2006年9月1日发布正式版。2007年3月，Roblox为遵循儿童在线隐私保护法添加了安全聊天功能，这一功能使通过限制13岁以下用户只能从菜单中选择预定消息来限制与玩家的交流。同年八月，Roblox使用了服务器改进并发布了名为“Builders Club”的高级会员服务，此高级会员服务于2019年9月更名为Roblox Premium。
2011年12月，Roblox举办了它们的第一个黑客周，Roblox开发者为新的开发项目提供开箱即用的想法与创意，以向公司展示的年度活动。2012年12月11日，RobloxiOS版本发布，并于2014年7月16日发布Android版本。。2013年10月1日，Roblox发布了其开发者兑换计划(DevEx)，允许开发者将他们从游戏中获得的Robux兑换成现实世界货币。
2015年5月31日，Roblox添加了名为“平滑地形”的功能，提高了地形的图形逼真度，并将物理引擎从面向块的样式更改为更平滑、更逼真的样式。同年11月20日，Roblox在Xbox One上发布，最初由Roblox的员工挑选并上架了15款游戏。适用于Xbox One的游戏必须经过审核并需受娱乐软件评级委员会评级标准约束。
2016年4月，Roblox为Oculus Rift推出了Roblox VR。在发布之时，已有超过一千万的3D游戏于Roblox内。约同一时间，安全聊天功能被去除，取而代之的是一个基于白名单的系统，其中包含一组13岁以下用户可接受的单词和一组其他用户的黑名单单词。同年6月，Roblox发布UWP版本。
在2017年，Roblox对其服务器进行了多次更新，因为在此之前它们所使用的技术均已过时而导致游戏服务频繁中断。同年，Roblox关闭其官方论坛。2018年11月，玩家在没有账户的情况下使用“访客(Guest)”游玩游戏的功能在过去两年中逐渐受到限制，直至被完全去除。2020年7月，Roblox宣布创建“Party Place”作为在线聚会场所。该功能是使用2020年Bloxy奖活动期间使用的新技术创建的，以用于应对COVID-19大流行。2020年12月3日，Roblox被获准允许在中国上架。2021年，Roblox收购聊天平台Guilded。 在2021年的10月尾，Roblox伺服器開始在網站和API上出現重大系統中斷，導致虛擬人偶編輯器等網站服務無法載入，聊天功能出現問題，遊戲性能亦變得非常緩慢；後來用戶更無法進入遊戲，Roblox Studio也開始無法正常運行，Roblox宣告全面癱瘓。
中斷開始18小時後，Roblox自2019年以來首次將該網站置於維護之下。隨著Roblox逐步重新開放對該網站的訪問，第一批用戶可以在中斷開始後63小時加入體驗，而其他用戶需要更長的時間才能獲得訪問權限。該網站於2021年11月1日早上8時正在全球範圍內全面重新開放。。
2022年7月，一位未透露身份的黑客泄露了4GB内容的与该平台创作者有关的内部档案，包括个人信息数据。Roblox对其事件表示：“这些被盗的文件是通过非正常手段获得的，为敲诈勒索计划中的一部分”。
2023年9月8日，Roblox Corporation在RDC2023上宣布游戏将移植到Meta Quest 2、PlayStation 5及PlayStation 4平台，其中针对PlayStation主机开发的版本将于10月份上线。在此之前索尼互動娛樂由于对儿童安全的担忧曾长期阻止《Roblox》登陆旗下平台。

## 迴響
官方在2017年的Roblox開發者大會上宣布，創作者（約170 萬人）於2017年中共同獲得了至少3000萬美元的收益。一名創作者向《商業內幕》透露，他創作所獲得的錢使自己能完全負擔了杜克大學的學費。

## 腾讯与合作
2019年5月29日，腾讯正式宣布与Roblox建立战略合作关系。此次的战略合作中，腾讯将提供平台和本地化技术与中文支持，且将与中小学教师合作，提供Roblox的编程教学。
2021年7月13日，中国大陆的罗布乐思由腾讯互动娱乐代理运营。
騰訊代理罗布乐思后，Roblox官网就封锁了所有来自中国大陆IP的访问，使用中国大陆IP访问官网会全部重定向到腾讯的网站。
2021年12月8日，罗布乐思中国大陆运营方发布游戏删档测试结束公告，并关闭游戏服务器，但相关封锁仍然未解除并持续至今。

## 上市
Corporation（NYSE：RBLX）于2021年3月10日采取直接上市（DPO）的方式挂牌纽交所，计划出售1.967亿股，预计募资10亿美金。直接上市不像IPO那样提前出售股票。公司上市首日的股价由进入证券交易所的买单所决定。支持者认为，这是一种比IPO更好的新股定价方式。除此之外，在直接上市中，公司无须聘请投行承销交易，可以省下一大笔费用；还避免了一些惯常的IPO限制，比如禁售期，从而令企业内部人士手中的持股获得更大的流动性。

## 外部連結
官方網站:https://www.roblox.com/home （页面存档备份，存于）
罗布乐思中国大陆官网:https://roblox.qq.com/ （页面存档备份，存于）